# The Curse of the Were-Rabbit

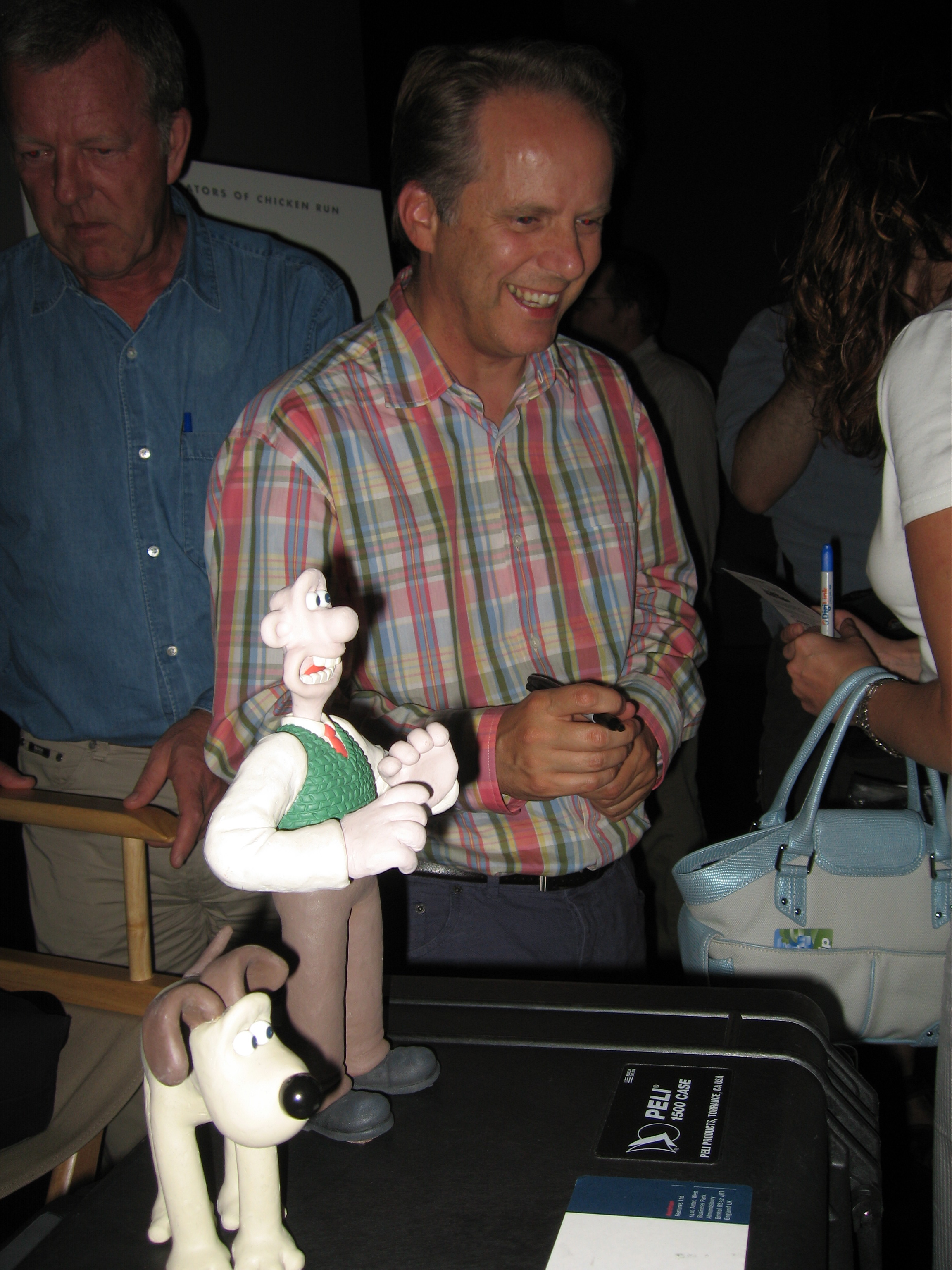
Wallace & Gromit met hun bedenker Nick Park

The Curse of the Were-Rabbit (Nederlandse titel: Wallace & Gromit: De vloek van het weerkonijn, Vlaamse titel: Wallace & Gromit en de vloek van de weerhaas) is een Britse animatiefilm uit 2005 waarin de kleifiguren Wallace & Gromit centraal staan. Het verhaal is een parodie op horrorfilms en er wordt naar diverse titels in dit genre verwezen. Daarnaast bevat de film diverse woordspelingen en verwijzingen naar onder meer de Thunderbirds.
The Curse of the Were-Rabbit is de eerste avondvullende Wallace & Gromit-film. De productie won dertig prijzen, waaronder een Oscar voor beste animatiefilm, tien Annie Awards, een BAFTA en een British Comedy Award.

## Verhaal
De hond Gromit en zijn baasje Wallace runnen het bedrijfje Anti-Pesto, waarmee ze op diervriendelijke wijze konijnen uit de moestuintjes van hun woonplaats verwijderen. Thuis stoppen ze deze in hokken en geven ze ze dagelijks te eten. Een telefoontje van de deftige Freule Toeterwael maakt dat Wallace zijn beste beentje voor wil zetten. Ze heeft last van een konijnenplaag op haar landgoed. Haar pretentieuze vrijer Victor Quartermain staat te popelen om ze af te schieten, maar Toeterwael wil ze alleen weg hebben, niet dood. Daarop komt het tweetal langs om met een enorme stofzuiger die Wallace heeft uitgevonden alle konijnen uit de grond en in een glazen tank te zuigen.
Terwijl Wallace thuis zit te bedenken of er een effectievere manier is om konijnenoverlast te voorkomen, komt hij op een idee. Hij vindt een machine uit die hij enerzijds op zijn eigen hoofd plaatst en aan de andere kant op de tank met konijnen. Hiermee wil hij de beestjes zodanig hersenspoelen dat ze geen trek meer hebben in de groenten die in de moestuintjes groeien. Alleen nadat hij één konijntje zo heeft bewerkt, ontploft het apparaat. Ze geven deze een apart hok om te kijken wat hun experiment heeft uitgehaald.
's Nachts is het volle maan en breekt het gehersenspoelde konijntje uit zijn hok. Hij is veranderd in een enorm konijn en blijft dat tot het daglicht aanbreekt. Voor het zover is, trekt hij door de stad en richt een grote ravage aan in de plaatselijke tuintjes, alle groenten opetend die hij op zijn pad vindt. De volgende dag staat bij Wallace en Gromit de telefoon roodgloeiend. De grote groentenwedstrijd is aanstaande en het door de plaatselijke vicaris tot 'weerkonijn' uitgeroepen monster moet gestopt worden voor het de in te zenden prijsgroenten opeet. Terwijl Wallace en Gromit op jacht gaan om het superkonijn diervriendelijk te stoppen, komt Gromit erachter dat niet alleen het dier veranderd is door het experiment van zijn baas. Het beestje verandert namelijk stukje bij beetje in Wallace, terwijl die langzaam maar zeker in een konijn verandert.

## Originele stemmen
| Acteur               | Personage                 |
| -------------------- | ------------------------- |
| Peter Sallis         | Wallace / Hutch           |
| Ralph Fiennes        | Victor Quartermaine       |
| Helena Bonham Carter | Lady Campanula Tottington |
| Peter Kay            | PC Mackintosh             |
| Nicholas Smith       | Reverend Clement Hedges   |
| Liz Smith            | Mrs. Mulch                |
| John Thomson         | Mr. Windfall              |
| Mark Gatiss          | Miss Blight               |
| Vincent Ebrahim      | Mr. Caliche               |
| Geraldine McEwan     | Miss Thripp               |
| Edward Kelsey        | Mr. Growbag               |
| Dicken Ashworth      | Mr. Mulch                 |
| Robert Horvath       | Mr. Dibber                |
| Pete Atkin           | Mr. Crock                 |
| Noni Lewis           | Mrs. Girdling             |
| Ben Whitehead        | Mr. Leaching              |

### Nederlandse stemmen
- De Nederlandse nasynchronisatie werd gedaan door Sun Studio Holland, dat nu SDI Media heet.

| Acteur                | Personage                 |
| --------------------- | ------------------------- |
| Pieter Tiddens        | Wallace / Krijn           |
| Victor van Swaay      | Victor Quatremain         |
| Marjolein Algera      | Freule Petunia Toeterwael |
| Reinder van der Naalt | Brigadier Beerenschot     |
| Rob van de Meeberg    | Pastoor Hekking           |
| Beatrijs Sluijter     | Mevrouw Moes              |

## Prijzen
- 2005: Annie Award voor beste animatiefilm
- 2005: Annie Award voor beste muziek
- 2005: Annie Award voor beste regie
- 2005: Annie Award voor beste script
- 2005: Annie Award voor beste 'stemacteur' voor Peter Sallis als Wallace
- 2005: DFWFCA Award voor beste animatiefilm
- 2005: LAFCA Award voor beste animatiefilm
- 2005: Motion Picture Producer of the Year Award voor beste animatiefilm
- 2005: TFCA Award voor beste animatiefilm
- 2005: SEFCA Award voor beste animatiefilm
- 2006: BAFTA Award voor beste Britse film
- 2006: Critics' Choice Award voor beste animatiefilm
- 2006: OFCS Award voor beste animatiefilm
- 2006: Oscar voor beste animatiefilm